# Andy Reid (allenatore di football americano)
Andrew Walter Reid, detto Andy (Los Angeles, 19 marzo 1958), è un allenatore di football americano statunitense che svolge il ruolo di capo-allenatore dei Kansas City Chiefs della National Football League.

## Carriera universitaria
Al college, Reid giocò a football con i BYU Cougars nella West Coast Conference della NCAA.

## Carriera professionistica come allenatore
Nel 1992 iniziò la sua carriera NFL con i Green Bay Packers come assistente dell'attacco. Nel 1995 assunse il ruolo di allenatore dell'offensive line. Nel 1997 passò nel ruolo di assistente del capo allenatore e di allenatore dei quarterback.
Nel 1999 divenne il capo allenatore dei Philadelphia Eagles. Nella sua prima stagione concluse con 5 vittorie e 11 sconfitte. Nel 2000 chiuse con 11 vittorie e cinque sconfitte, venne eliminato al Divisional Game dai New York Giants. Nel 2001 vinse per la prima volta la Division East NFC, chiuse con 11 vittorie e cinque sconfitte, venne eliminato al NFC Championship Game dai St. Louis Rams. Nel 2002 vinse per la 2a volta la Division East con il record di 12 vittorie e quattro sconfitte, venne eliminato al NFC Championship Game dai Tampa Bay Buccaneers.
Nel 2003 vinse per la terza volta la Division East con il record di 12 vittorie e quattro sconfitte, venne eliminato al NFC Championship Game dai Carolina Panthers. Nel 2004 vinse ancora la Division East con il record di 13 vittorie e tre sconfitte. Perse la finale del Super Bowl contro i New England Patriots. Nel 2006 vinse la Division East con il record di 10 vittorie e sei sconfitte, venne eliminato al Divisional Game dai New Orleans Saints.
Nel 2008 chiuse con 9 vittorie, 6 sconfitte e un pareggio, venne eliminato al NFC Championship Game dagli Arizona Cardinals. Nel 2009 chiuse con 11 vittorie e cinque sconfitte, venne eliminato al Wild Card Game dai Dallas Cowboys. nel 2010 con 10 vittorie e sei sconfitte vinse la Division East NFC, venne eliminato al Wild Card Game dai Green Bay Packers. Finita la stagione 2012 Reid venne licenziato dagli Eagles dopo 14 anni passati con loro.
Il 4 gennaio 2013 divenne il nuovo capo allenatore dei Kansas City Chiefs. Chiuse la sua prima stagione con il record di 11 vittorie e 5 sconfitte, venne eliminato al Wild Card Game dagli Indianapolis Colts. Nella stagione 2019 vinse il Super Bowl LIV contro i San Francisco 49ers. L'anno successivo fece ritorno alla finalissima ma fu sconfitto dai Tampa Bay Buccaneers.
Nella settimana 4 della stagione 2021 Reid divenne il primo allenatore a vincere 100 partite con due diverse franchigie.

## Record come capo-allenatore
| Squadra    | Anno       | Stagione regolare | Stagione regolare | Stagione regolare | Stagione regolare | Stagione regolare | Playoff | Playoff | Playoff                                                       |
| Squadra    | Anno       | Vinte             | Perse             | Pari              | %                 | Posizione         | Vinte   | Perse   | Risultato                                                     |
| ---------- | ---------- | ----------------- | ----------------- | ----------------- | ----------------- | ----------------- | ------- | ------- | ------------------------------------------------------------- |
| PHI        | 1999       | 5                 | 11                | 0                 | .313              | 4° NFC East       | -       | -       | -                                                             |
| PHI        | 2000       | 11                | 5                 | 0                 | .688              | 2° NFC East       | 1       | 1       | Uscì al NFC Divisional Game contro i New York Giants          |
| PHI        | 2001       | 11                | 5                 | 0                 | .688              | 1° NFC East       | 2       | 1       | Uscì al NFC Championship Game contro i St. Louis Rams         |
| PHI        | 2002       | 12                | 4                 | 0                 | .750              | 1° NFC East       | 1       | 1       | Uscì al NFC Championship Game contro Tampa Bay Buccaneers     |
| PHI        | 2003       | 12                | 4                 | 0                 | .750              | 1° NFC East       | 1       | 1       | Uscì al NFC Championship Game contro i Carolina Panthers      |
| PHI        | 2004       | 13                | 3                 | 0                 | .813              | 1° NFC East       | 2       | 1       | Perse il Super Bowl contro i New England Patriots             |
| PHI        | 2005       | 6                 | 10                | 0                 | .375              | 4° NFC East       | -       | -       | -                                                             |
| PHI        | 2006       | 10                | 6                 | 0                 | .625              | 1° NFC East       | 1       | 1       | Uscì al NFC Divisional Game contro i New Orleans Saints       |
| PHI        | 2007       | 8                 | 8                 | 0                 | .500              | 4° NFC East       | -       | -       | -                                                             |
| PHI        | 2008       | 9                 | 6                 | 1                 | .594              | 2° NFC East       | 2       | 1       | Uscì al NFC Championship Game contro gli Arizona Cardinals    |
| PHI        | 2009       | 11                | 5                 | 0                 | .688              | 2° NFC East       | 0       | 1       | Uscì al NFC Wild Card Game contro i Dallas Cowboys            |
| PHI        | 2010       | 10                | 6                 | 0                 | .625              | 1° NFC East       | 0       | 1       | Uscì al NFC Wild Card Game contro i Green Bay Packers         |
| PHI        | 2011       | 8                 | 8                 | 0                 | .500              | 2° NFC East       | -       | -       | -                                                             |
| PHI        | 2012       | 4                 | 12                | 0                 | .250              | 4° NFC East       | -       | -       | -                                                             |
| PHI Totale | PHI Totale | 130               | 93                | 1                 | .583              |                   | 10      | 9       |                                                               |
| KC         | 2013       | 11                | 5                 | 0                 | .688              | 2° AFC West       | 0       | 1       | Uscì nell'AFC Wild Card Game contro gli Indianapolis Colts    |
| KC         | 2014       | 9                 | 7                 | 0                 | .563              | 2° AFC West       | -       | -       | -                                                             |
| KC         | 2015       | 11                | 5                 | 0                 | .688              | 2° AFC West       | 1       | 1       | Uscì nell'AFC Divisional Game contro i New England Patriots   |
| KC         | 2016       | 12                | 4                 | 0                 | .750              | 1° AFC West       | 0       | 1       | Uscì nell'AFC Divisional Game contro i Pittsburgh Steelers    |
| KC         | 2017       | 10                | 6                 | 0                 | .625              | 1° AFC West       | 0       | 1       | Uscì nell'AFC Wild Card Game contro i Tennessee Titans        |
| KC         | 2018       | 12                | 4                 | 0                 | .750              | 1° AFC West       | 1       | 1       | Uscì nell'AFC Championship Game contro i New England Patriots |
| KC         | 2019       | 12                | 4                 | 0                 | .750              | 1° AFC West       | 3       | 0       | Vinse il Super Bowl LIV contro i San Francisco 49ers          |
| KC         | 2020       | 14                | 2                 | 0                 | .875              | 1° AFC West       | 2       | 1       | Perse il Super Bowl contro i Tampa Bay Buccaneers             |
| KC         | 2021       | 12                | 5                 | 0                 | .706              | 1° AFC West       | 2       | 1       | Uscì nell'AFC Championship Game contro i Cincinnati Bengals   |
| KC         | 2022       | 14                | 3                 | 0                 | .824              | 1° AFC West       | 3       | 0       | Vinse il Super Bowl LVII contro i Philadelphia Eagles         |
| KC         | 2023       | 11                | 6                 | 0                 | .647              | 1° AFC West       | 3       | 0       | Vinse il Super Bowl LVIII contro i San Francisco 49ers        |
| KC         | 2024       | 15                | 2                 | 0                 | .892              | 1° AFC West       | 2       | 1       | Perse il Super Bowl contro i Philadelphia Eagles              |
| KC Totale  | KC Totale  | 143               | 53                | 0                 | .722              |                   | 17      | 8       |                                                               |
| Totale     | Totale     | 273               | 146               | 1                 | .641              |                   | 27      | 17      |                                                               |

## Palmarès

### Franchigia
- Super Bowl : 3

Kansas City Chiefs: LIV, LVII, LVIII
- American Football Conference: 5

Kansas City Chiefs: 2019, 2020, 2022, 2023, 2024
- National Football Conference: 1

Philadelphia Eagles: 2004
- NFC East division: 6

Philadelphia Eagles: 2001, 2002, 2003, 2004, 2006, 2010
- AFC West division: 9

Kansas City Chiefs: 2016, 2017, 2018, 2019, 2020, 2021, 2022, 2023, 2024

### Individuale
- Allenatore dell'anno della NFL: 1

2002